# Pic de Baserca
El Pic de Baserca és una muntanya que es troba en límit dels termes municipals de la Vall de Boí i de Vilaller, a l'Alta Ribagorça; situada en el límit del Parc Nacional d'Aigüestortes i Estany de Sant Maurici i la seva zona perifèrica.

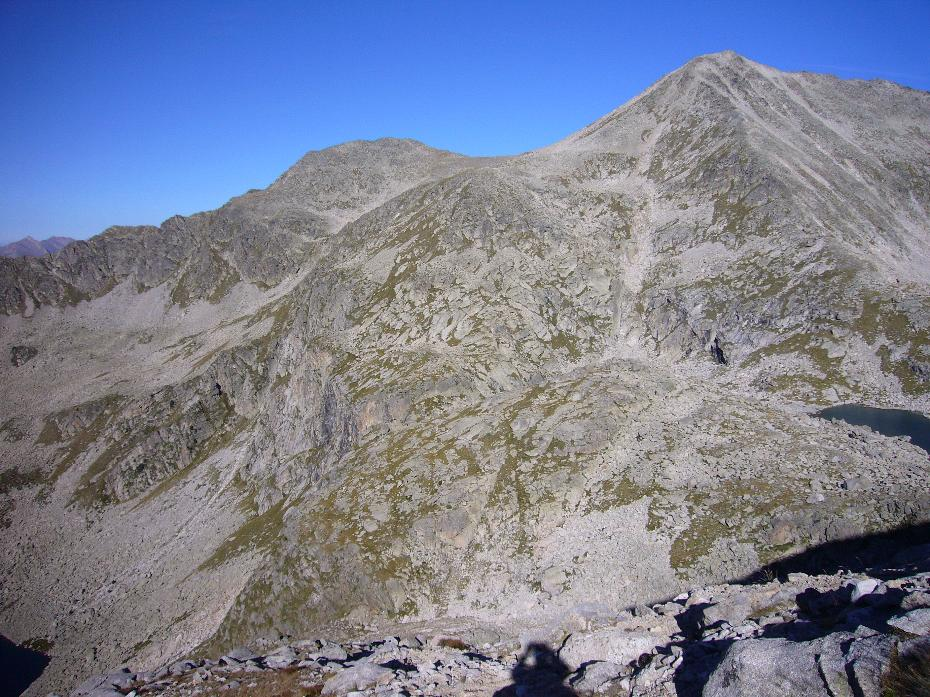
Pics de Baserca i Punta Senyalada (Imatge amb anotacions)

El pic, de 2.872,7 metres, es troba en el punt d'intersecció de les carenes que delimiten la septentrional Vall de Besiberri, l'occidental Vall de Barravés i l'oriental Vall de Llubriqueto. Està situat al nord-nord-oest del Pic del Cap d'Estany Roi, al sud-oest del Coll Arenós i al sud-est de la Collada de Baserca.

## Rutes
- Per la Vall de Llubriqueto: via Barranc de Llubriqueto, Pla de la Cabana i Estany de Gémena de Baix. Es presenten en aquest últim punt dues alternatives:
  - Estany Gémena de Dalt i Coll Arenós.
  - Pic de l'Estany Gémena, Cresta dels Gémena i Pic del Cap d'Estany Roi.
- Per la Vall de Besiberri: via Barranc de Besiberri, Estany de Besiberri, Estanyet de l'Obaga de Besiberri i Coll Arenós.[2]